# شياب
شياب هي قرية جزائرية تابعة لبلدية عين أرنات الكائنة بدائرة عين أرنات، بولاية سطيف الجزائرية.